# Косвиллер
Косвиллер (фр. Cosswiller) — коммуна на северо-востоке Франции в регионе Гранд-Эст (бывший Эльзас — Шампань — Арденны — Лотарингия), департамент Нижний Рейн, округ Мольсем, кантон Саверн. До марта 2015 года коммуна административно входила в состав упразднённого кантона Васлон (округ Мольсем).
Площадь коммуны — 15,75 км², население — 549 человек (2006) с тенденцией к росту: 570 человек (2013), плотность населения — 36,2 чел/км².

## Население
Население коммуны в 2011 году составляло 566 человек, в 2012 году — 568 человек, а в 2013-м — 570 человек.
| 1962 | 1968 | 1975 | 1982 | 1990 | 1999 | 2006 | 2008 | 2011 | 2012 | 2013 |
| ---- | ---- | ---- | ---- | ---- | ---- | ---- | ---- | ---- | ---- | ---- |
| 332  | 309  | 324  | 372  | 430  | 513  | 549  | 559  | 566  | 568  | 570  |

Динамика населения:

## Экономика
В 2010 году из 390 человек трудоспособного возраста (от 15 до 64 лет) 298 были экономически активными, 92 — неактивными (показатель активности 76,4 %, в 1999 году — 73,6 %). Из 298 активных трудоспособных жителей работали 290 человек (158 мужчин и 132 женщины), 8 числились безработными (трое мужчин и 5 женщин). Среди 92 трудоспособных неактивных граждан 40 были учениками либо студентами, 34 — пенсионерами, а ещё 18 — были неактивны в силу других причин.